# Angelo Bottino (militare)
Angelo Bottino (Asti, 5 aprile 1834 – Bagolino, 3 luglio 1866) è stato un militare italiano, insignito della medaglia d'oro al valor militare alla memoria nel corso della terza guerra d'indipendenza italiana.

## Biografia
Nacque ad Asti il 5 aprile 1834, figlio di Luigi e di Gioconda Guala.  Conseguita la Laurea in diritto civile e canonico presso l'università di Torino nel 1857, si avviò alla libera professione forense. Propugnatore dell'indipendenza della Patria dal dominio Austriaco, non esitò ad arruolarsi volontario nell'Armata sarda in vista della imminente guerra contro l'Impero austriaco e l’11 aprile 1859 fu ammesso a frequentare la Regia Accademia Militare di Torino.
All'atto della dichiarazione di guerra, volontariamente, si arruolò nei Cacciatori delle Alpi di Giuseppe Garibaldi e combatté a Varese ed a San Fermo. Rientrato nell'esercito regolare il 27 luglio dello stesso anno, ebbe il grado di sottotenente nel 1º Reggimento "Granatieri di Sardegna" e, due mesi dopo, con la promozione a tenente, ebbe la nomina ad aiutante maggiore.
L'anno successivo partecipò alla campagna piemontese in Italia centrale per l'annessione delle Marche e dell'Umbria, con la brigata, appartenente alla 1ª Divisione comandata dal generale Ettore de Sonnaz, partecipando alle operazioni militari che, in diciotto giorni, portarono le truppe piemontesi all'occupazione di Ancona. L'esercito entrò poi nel Regno delle Due Sicilie e il 4 novembre con i suoi granatieri attaccò Mola di Gaeta, caposaldo avanzato della difesa della piazzaforte marittima di Gaeta. Per l'assedio di Ancona aveva ottenuto una menzione onorevole, qui si meritò la medaglia d'argento al valor militare.
Lasciato il servizio attivo a domanda, nel 1863, riprese la sua attività professionale. Il 9 giugno 1866 rientrò in servizio con il grado di capitano presso il 1º Reggimento volontari garibaldini e fu inviato ad operare nel territorio fra la val Camonica e la val Sugana nel corso della terza guerra d'indipendenza italiana.
Il 3 luglio il 1º Reggimento avanzò su Rocca d'Anfo dove stavano convergendo forti colonne austriache. Tre compagnie di Cacciatori Tirolesi del capitano Gredler, distese in catena sulle pendici orientali di Monte Suello, fermarono l'avanzata delle compagnie dei volontari garibaldini. Bottino, sempre primo negli attacchi, cadde colpito a morte nella battaglia. Con Regio Decreto del 6 dicembre 1866 gli fu concessa la medaglia d'oro al valor militare alla memoria.